# Marcel Gauchet

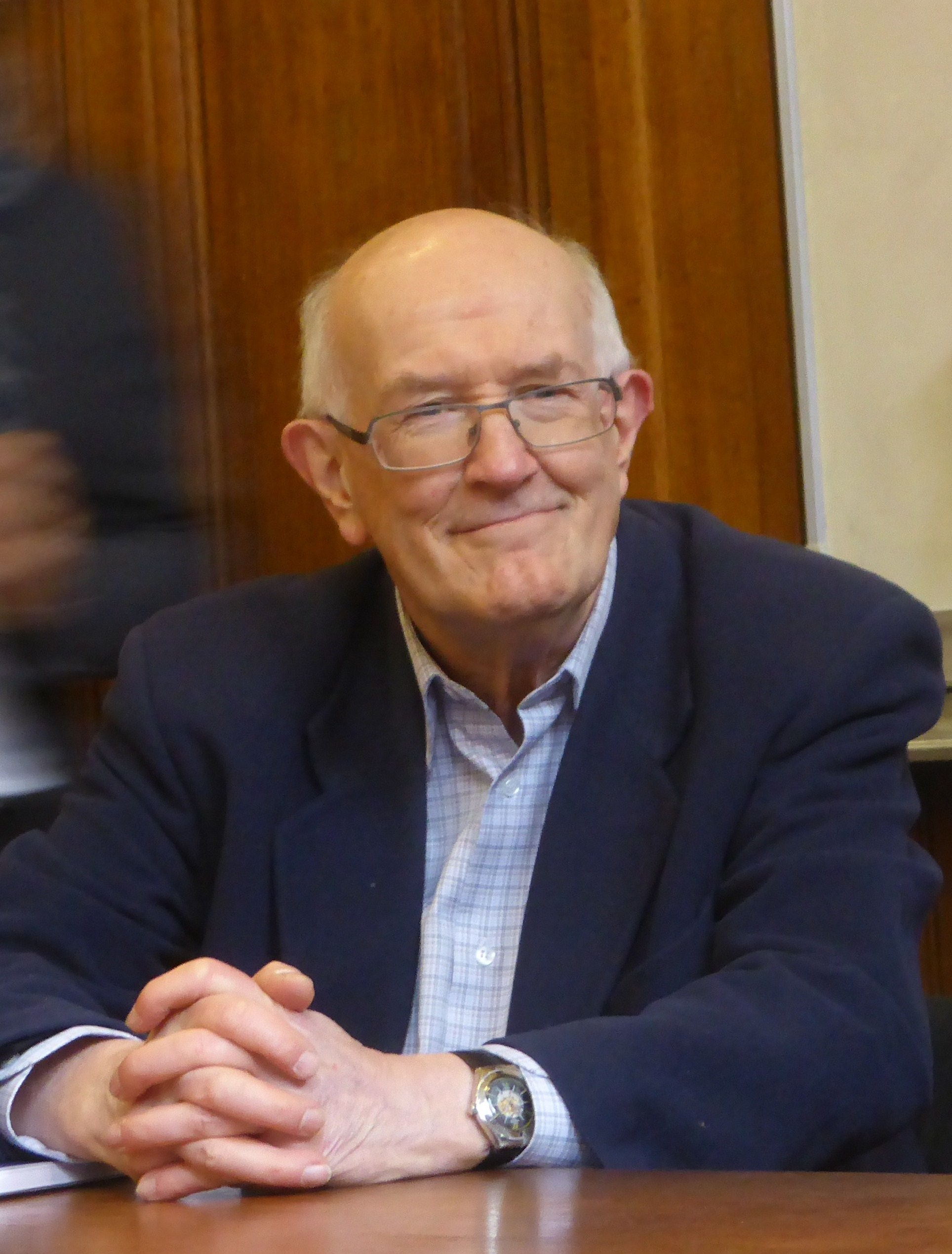
Marcel Gauchet

Marcel Gauchet (* 1946 in Poilley) ist ein französischer Historiker, Philosoph und Soziologe. Er ist emeritierter Professor am Centre de recherches politiques Raymond Aron der École des hautes études en sciences sociales (EHESS) und gibt als Chefredakteur die Zeitschrift Le Débat mit Pierre Nora heraus.

## Leben und Werk
Gauchet erhielt durch seine Eltern eine religiöse Erziehung. 1961 besuchte er die Schule von Saint-Lô, eine Präparandenanstalt der Lehrerbildung, wie sie damals noch in Frankreich bestanden. Nach dem Abbruch folgte eine Ausbildung am Collège, schließlich am Lycée Henri-IV in Paris. Er besuchte die Universität Caen, wo er bei Claude Lefort von 1966 bis 1971 studierte. Lefort, der mit Cornelius Castoriadis die antistalinistische Gruppe „Sozialismus oder Barbarei“ begründet hatte, orientierte ihn auf die politische Philosophie. Mit ihm studierten dort Jean-Pierre Le Goff und Alain Caillé. Gauchet schloss sich im Mai 1968 den „Spontaneisten“ in der Studentenrevolte an, bevor er sich zunehmend vom Marxismus löste.
In der Zeitschrift L’Arc schrieb er den ersten Artikel über Merleau-Ponty (« Lieu de la pensée », L’Arc, 46, S. 19–30). Er selbst gründete mit anderen Intellektuellen weitere Zeitschriften Textures mit dem belgischen Philosophen Marc Richir und Libre. Seine Lebensgefährtin, die Psychiaterin Gladys Swain, ließ ihn die Geschichte psychiatrischer Kliniken und die antipsychiatrische Bewegung entdecken, gemeinsam schrieben sie ein Buch dazu, das sie 1980 als sein erstes Buch La Pratique de l’esprit humain. L’institution asilaire et la révolution démocratique gegen die Sichtweise Michel Foucaults („Wahnsinn und Gesellschaft“, „Die Geburt der Klinik“) veröffentlichten. Im Juli 1980 folgte Gauchets Studie zu den Menschenrechten: Les droits de l’homme ne sont pas une politique (Le Débat, 3, juillet–août), aus der 1989 ein Buch wurde La Révolution des droits de l'homme, das bisher als einziges ins Deutsche übersetzt wurde.
Der Historiker François Furet ließ ihn in die EHESS eintreten und stellte ihn dort Pierre Nora vor. Dieser bat Gauchet 1980, Redakteur der neuen Zeitschrift Le Débat zu werden. In seinem ersten Artikel als Herausgeber fragte Nora « Que peuvent les intellectuels ? » (Was vermögen die Intellektuellen?), womit er seine bisherigen Mitstreiter anzugreifen schien, vor allem den Philosophen„star“ und Diskurstheoretiker Michel Foucault.
Das Jahr 1989 wurde eine bedeutende Etappe seines Lebens, als er in das Centre de recherches politiques Raymond Aron eintrat, eine Abteilung in der EHESS. Dort fand er liberale Gelehrte wie Pierre Manent, Jacques Julliard, Pierre Rosanvallon, Philippe Raynaud oder Monique Canto-Sperber, die alle das Erbe von Raymond Aron antraten.
Gauchet studierte den Prozess der Säkularisierung im Buch Désenchantement du monde, worin er die Religion seit der Frühzeit mit Kategorien von Émile Durkheim, Max Weber und Rudolf Otto untersucht. Die Religion ist eine besondere Weise, den sozialen und menschlichen Raum zu strukturieren. Die reinste Form der Religion finde sich in den Formen des Animismus, die Gesellschaften eigen ist, die politische Macht ohne eigene menschliche Interessen denken. Das Gesetz tritt ohne Vermittlung mit den Menschen auf. Damit vertritt er einen evolutiven Ansatz zum Animismus, der heute umstritten ist. Sobald nun eine menschliche Macht mit der Transzendenz in eine exklusive Beziehung zu treten vorgibt, verändert sich die Gesellschaft. Dies ist vor allem in der jüdisch-christlichen Religion mit ihrem Monotheismus der Fall. Die Trennung zwischen Menschen mit verschiedenen Zugängen zum Transzendenten führt im Laufe der Zeit zum demokratischen Konflikt Einzelner gegen die Mehrheit. Doch erklärte Gauchet, das Christentum sei letztlich die Religion des Ausstiegs aus der Religion: « la religion de la sortie de la religion », eine Religion, die die Dynamik der Säkularisierung beinhalte. Das bedeute nicht das Ende privaten Glaubens, doch dass die Religion nicht mehr die Gesellschaft forme oder sie legitimiere.
Gauchet gehört inzwischen zu den prominentesten Intellektuellen Frankreichs. Seine Themen sind die Folgen des modernen Individualismus sowie die Dilemmata der Globalisierung. Seine Bedeutung in Frankreich wird mit Jürgen Habermas’ Stellung in Deutschland verglichen. Er prägte die Formulierung von der fracture sociale, die im Wahlkampf 1995 eine Rolle spielte.
Gauchet erhielt 2018 den Prix européen de l’essai Charles Veillon sowie 2019 den Guizot-Preis. Er ist Ritter der Ehrenlegion.

## Debatten
- Zu Beginn der 1980er Jahre hat sich Gauchet zusammen mit Pierre Nora gegen französische Denker der Jahre 1960–1970 (markiert besonders durch Michel Foucault, Jacques Derrida und Jacques Lacan) gewandt, denen er Übereinstimmung mit dem Totalitarismus und einen Antihumanismus vorwarf.
- In einem Dossier, das 1986 Le Nouvel Observateur der « großen Wäsche » auf dem intellektuellen Feld widmete, hat er die strukturalistischen Analysen von Georges Dumézil, Claude Lévi-Strauss oder Jean-Pierre Vernant als « un échec complet » (komplettes Versagen) bezeichnet.
- In einem Buch von 2003 hat er Michel Foucault als einen « prestidigitateur » (Taschenspieler) angegriffen.
- Gauchet hat immer das Denken von Pierre Bourdieu verworfen, dessen Arbeit ein intellektuelles Desaster sei, eine « habillage sophistiqué d’une pensée mécaniste et déterministe, qui ne permet tout simplement pas de comprendre comment une société fonctionne » (sophistische Verkleidung eines mechanistischen und deterministischen Denkens, das einfach nicht zu verstehen erlaubt, wie eine Gesellschaft funktioniert).

Umgekehrt wurde Gauchet vorgeworfen, ein intellektueller Reaktionär und Konservativer zu sein, besonders vom Soziologen Daniel Lindenberg, in Le Rappel à l’ordre (2002), und von Didier Eribon, in D’une révolution conservatrice et de ses effets sur la gauche française (2007).
Eine Kontroverse trieb 2014 Frankreich um: Der Philosoph Gauchet sollte beim Rendez-Vous de l"Histoire in Blois die Eröffnungsrede halten. Dagegen protestierten Homosexuelle wie Geoffroy de Lagasnerie und Édouard Louis in Libération, weil sie ihm Homophobie unterstellten. Der NouvelObs wies auf Gauchets Argumentation  im Namen des Rationalismus gegen Foucault und Pierre Bourdieu hin. Das Thema in Blois war der Rebell. Im Gespräch mit Le Monde erläuterte der sich als links verstehende Gauchet: „Seit dem 19. Jahrhundert ist die Figur des Rebellen eine der Rechten. Denn die große Tendenz unserer Gesellschaften war das Aufziehen der Demokratie. Linke bezeichneten sich nicht als Rebellen, sondern als Revolutionäre. Diese Begriffe haben nichts miteinander zu tun. Ich bin also kein rechter Rebell, weil ich nicht rechts bin, und vor allem verabscheue ich die Attitüde des Rebellen. Der Rebell ist das infantile Stadium des sozialen Wandels. Ich suche dagegen nach wie vor nach einem Projekt für eine bessere Gesellschaft.“

## Schriften
- Die Erklärung der Menschenrechte. die Debatte um die bürgerlichen Freiheiten 1789. Rowohlt, Reinbek bei Hamburg 1995, ISBN 3-499-55512-3 (Originaltitel: La Révolution des droits de l’homme. Paris 1992.).
- Le désenchantement du monde. Une histoire politique de la religion. Gallimard 1985 (englisch, The Disenchantment of the World: A Political History of Religion, Princeton 1997, mit einem Vorwort von Charles Taylor).
- La Religion dans la démocratie. Gallimard 2000.
- L’Avènement de la démocratie. 4 Bände, Gallimard, Paris 2017.
  - Band 1: La révolution moderne.
  - Band 2: La crise du libéralisme (1880–1914).
  - Band 3: À l’épreuve des totalitarismes (1914–1974).
  - Band 4: Le nouveau monde.
- Robespierre l’homme qui nous divise le plus. Des hommes qui ont fait la France. Gallimard, Paris 2018, ISBN 978-2-07-282092-2.

## Einzelbelege
1. ↑  François Dosse: L’empire du sens : L’humanisation des sciences sociales. La Découverte, 2013.
2. ↑  fondation-veillon.ch
3. ↑  Perlentaucher

| Personendaten    | Personendaten                                       |
| ---------------- | --------------------------------------------------- |
| NAME             | Gauchet, Marcel                                     |
| KURZBESCHREIBUNG | französischer Geschichts- und Politischer Philosoph |
| GEBURTSDATUM     | 1946                                                |
| GEBURTSORT       | Poilley                                             |